# Achlab
Achlab (hebr. אחלב) – nadmorskie miasto wzmiankowane w biblijnej Księdze Sędziów (Sdz 1,31), położone na terytorium plemienia Asera. Izraelici nie byli w stanie wypędzić z Achlab autochtonicznych Kananejczyków, tak że mieszkali oni pośród nich, ulegając z czasem asymilacji. Lokalizacja niepewna, identyfikowane jest ze współczesnym Chirbat al-Mahalib, na północny wschód od Tyru.